# Latgalci

Území Latgalů (nejvíce na severu ze všech baltských kmenů) ve 12. století

Latgalci nebo Latgalové (latgalsky latgali, latgalīši; lotyšsky latgaļi, letgaļi) jsou etnografická skupina Lotyšů obývající Latgalsko.
Původně žili na pravém břehu řeky Daugavy, na sever od Sélů. Poprvé se jejich jméno vzpomíná v Rižské kronice z přelomu 11.–12. století. Po celém kmenovém území obyvatelé vytvořili malá knížectví, z nichž největší byla knížectví Jersika, Koknese a Tálava. Jelikož se území Latgalců nacházelo na křižovatce obchodních cest do Ruska, byli povinni platit daň pskovským knížatům.

## Náboženství
Latgalci se na rozdíl od ostatních Lotyšů vyvíjeli na území, které po roce 1621 zůstalo v rámci Republiky obou národů, proto zůstali věrni římskokatolické víře. I dnes se tím liší od převážně luteránských Lotyšů. 